# Такаши Мизунума
Такаши Мизунума (јап. 水沼 貴史; Саитама, 28. мај 1960) бивши је јапански фудбалер.

## Каријера
Током каријере је играо за Јокохама Маринос.

## Репрезентација
За репрезентацију Јапана дебитовао је 1984. године. За тај тим је одиграо 32 утакмице и постигао 7 голова.

## Статистика
| Јапан  | Јапан   | Јапан  |
| Година | Наступи | Голови |
| ------ | ------- | ------ |
| 1984.  | 5       | 1      |
| 1985.  | 8       | 3      |
| 1986.  | 0       | 0      |
| 1987.  | 8       | 2      |
| 1988.  | 3       | 0      |
| 1989.  | 8       | 1      |
| Укупно | 32      | 7      |